# Schizonycha crenulata
Schizonycha crenulata är en skalbaggsart som beskrevs av Moser 1924. Schizonycha crenulata ingår i släktet Schizonycha och familjen Melolonthidae. Inga underarter finns listade i Catalogue of Life.